# Alimentação no Antigo Egito

Mapa do Antigo Egito

A alimentação no Antigo Egito (3100 a.C. - 30 a.C.) perpassa de maneira bastante estável mais de três mil anos. Consistia basicamente em porções diárias de pão e cerveja, também acompanhados por cebolas ou outros vegetais, frutas e carnes. A quantidade de alimentos encontrados em tumbas como oferendas indicam a que a alimentação no Egito era estritamente relacionada a uma questão religiosa.

## Cultivo e pecuária
Como cerca de 96% do território egípcio é desértico, a área para cultivo é muito restrita, sendo localizada junto ao Rio Nilo. Até o quinto milênio a.C. a alimentação consistia basicamente daquilo que os animais e a terra podiam oferecer. A intensificação da agricultura começou a ocorrer após a introdução de animais domesticados vindos do sul da Ásia no período pré-dinástico, quando pequenos grupos evoluíram para aglomerados culturais complexos caracterizados por amplo domínio da agricultura e do pastoreio.
O cultivo era principalmente de farro (espécie de trigo), algodão e linho. Entre as espécies comestíveis incluíam-se também cevada, cebola, alho e lentilhas, já que o clima seco favorecia a conservação de grãos. Contudo, esses grãos conhecidos na atualidade não necessariamente são os mesmos que era utilizados na Antiguidade– devido à domesticação e a seleção genética das plantas ocorridos nos séculos seguintes.
Carnes, peixes, vegetais, leguminosas, frutas, laticínios, grãos, óleos, manteiga, ovos e mel também eram acessíveis às classes mais altas da sociedade, que podiam arcar com os custos de produção ou adquirir os alimentos por meio do comércio.

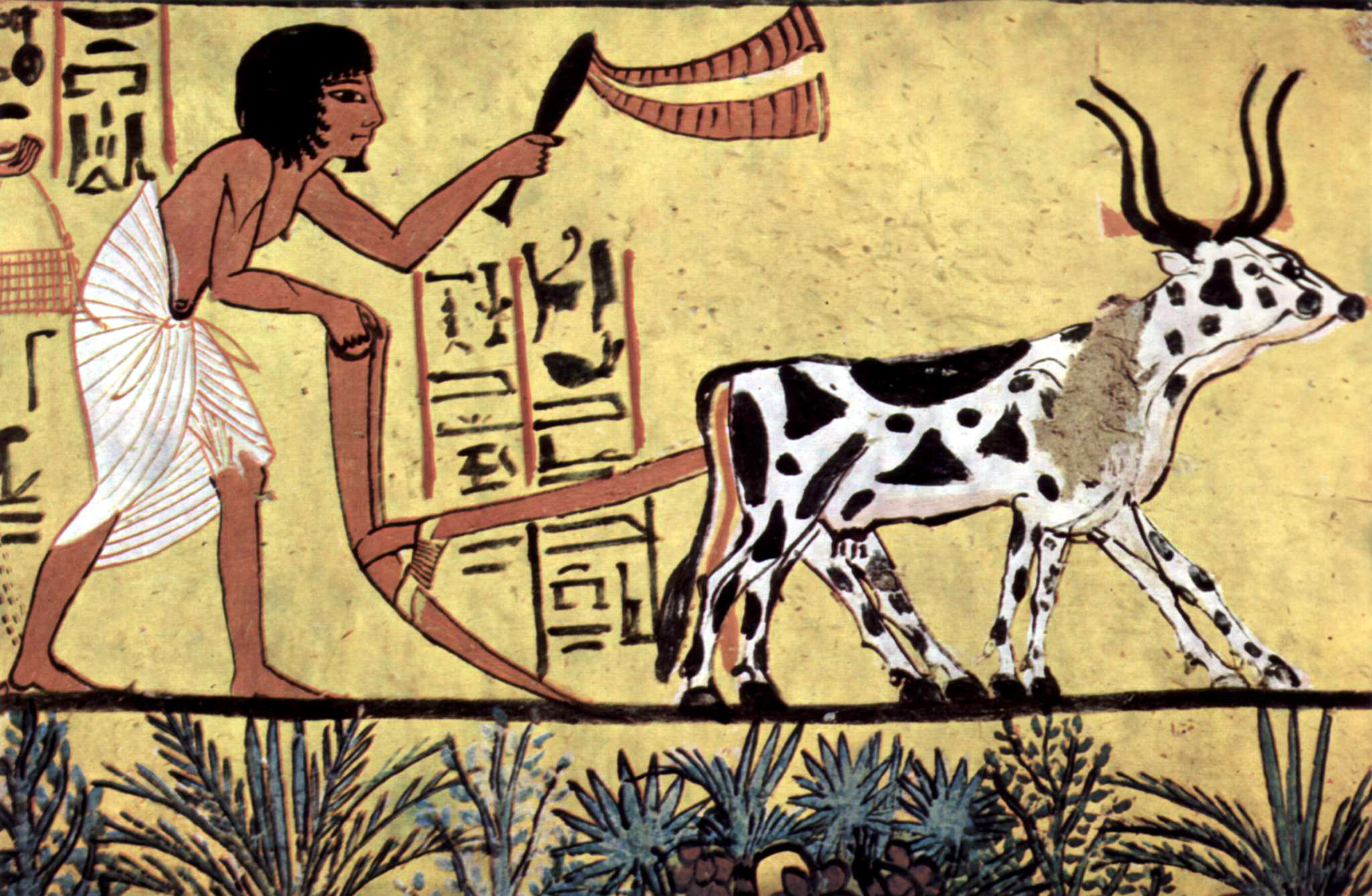
Preparação do solo para plantio em Thebas

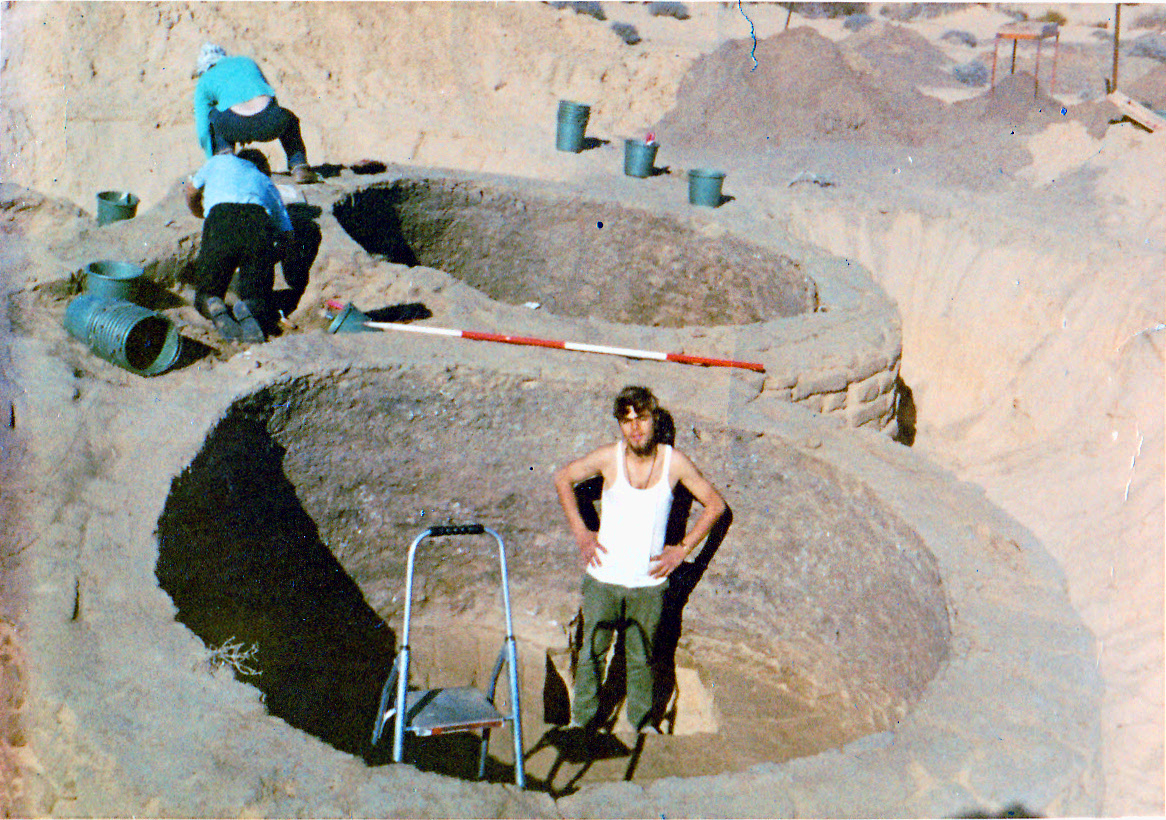
Silos em Bir al-Abed, Egito

Mudanças na dieta ocorriam devido às variações climáticas que afetavam o Nilo, como cheias ou secas, que definiam as possibilidades de plantio e consequentemente de alimentação humana e animal.

### Grãos
Os grãos eram a base necessária para a alimentação da população e dos animais domesticados. Consistiam principalmente em farro e cevada, que eram utilizados para fabricação do pão e da cerveja.
O farro é uma espécie de trigo e foi uma das primeiras plantas domesticadas pelo ser humano, sendo hoje muito difícil de encontrar. O grão é envolto por uma casca, sendo que a diferença consiste no fato de a planta domesticada manter a semente intacta, enquanto a selvagem se despedaça.
Depois de colhidos, os grãos eram pisados por asnos ou gado e então peneirados ao serem expostos ao vento. Após, eram colocados em cestas e armazenados em silos escavados no chão. Esses silos estavam no centro da antiga comunidade. Como os grãos eram uma forma de moeda, os silos funcionavam como um banco e uma fonte de alimento, sendo que seu tamanho indica se a comunidade era um centro urbano próspero.

### Carnes
Os egípcios mantinham gado, ovelhas, cabras e porcos para produção de leite e carne. O consumo de aves, como gansos e patos, e peixes (tanto do Nilo, quanto do Mediterrâneo), também eram comuns.

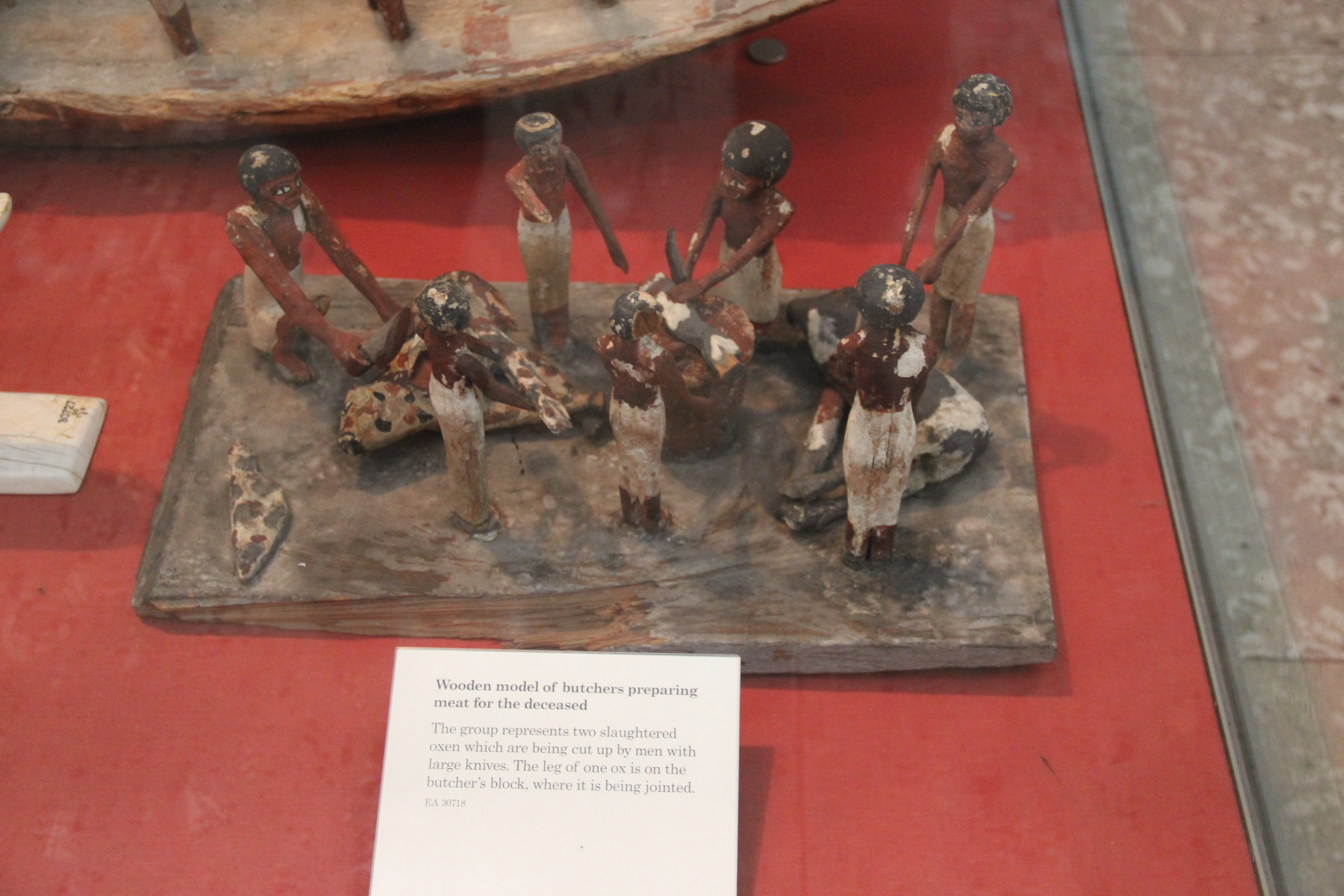
Modelo de cozinha egípcia representando o preparo da carne de gado datado de 2055 a.C.

Desenhos em tumbas e artefatos encontrados por arqueólogos indicam também o controle sobre animais como hienas, corças e carneiros-da-barbária. Não se sabe se esses animais chegaram a ser domesticados e consumidos, somente que houve tentativas de controle. Um sucesso moderado acompanhou somente a domesticação de antílopes, pois esses animais aparecem repetidamente no registro artístico e também no registro arqueozoológico. A maioria das evidências para a domesticação da hiena vem de mastabas em Saqqara (Tumbas de Kagemni e Mereruka), que contêm cenas de hienas sendo alimentadas à força.
No Período Pré-dinastico, quando mais animais selvagens eram presentes, a caça era a principal fonte de carne. Antílopes, gazelas, hipopótamos, crocodilos, avestruzes e gado selvagem foram todos consumidos. Após, com a domesticação animal e mudanças ambientais, muitas espécies desapareceram ou migraram e caçar grandes mamíferos tornou-se mais um esporte para os ricos do que uma forma séria de obter comida.
Somente os indivíduos mais pobres continuaram a caçar pequenos animais, avifauna e peixes para incrementar em sua dieta, pois possuíam poucos animais domésticos e os preservavam por seus valiosos subprodutos (leite, queijo, ovos) em vez de abatê-los.

### Legumes, frutas e verduras
As plantas aquáticas desempenhavam um grande papel na dieta egípcia. Os tubérculos dos juncos, incluindo o papiro, sementes de lótus e plantas aquáticas com flores semelhantes eram comidas cruas, secas ou moídas para fazer farinha; as raízes e o caule também eram comestíveis e uma fonte barata e acessível de nutrição. Tubérculos foram encontrados em túmulos e nos intestinos de múmias do período Neolítico em diante.
Os legumes forneciam uma grande porcentagem de proteína. Eles incluíam: lentilhas, favas, tremoços, lobia e grão-de-bico. Grão de bico, lobia e lentilhas foram encontrados em túmulos e há evidências textuais significativas para a presença de todas essas leguminosas no Egito faraônico.

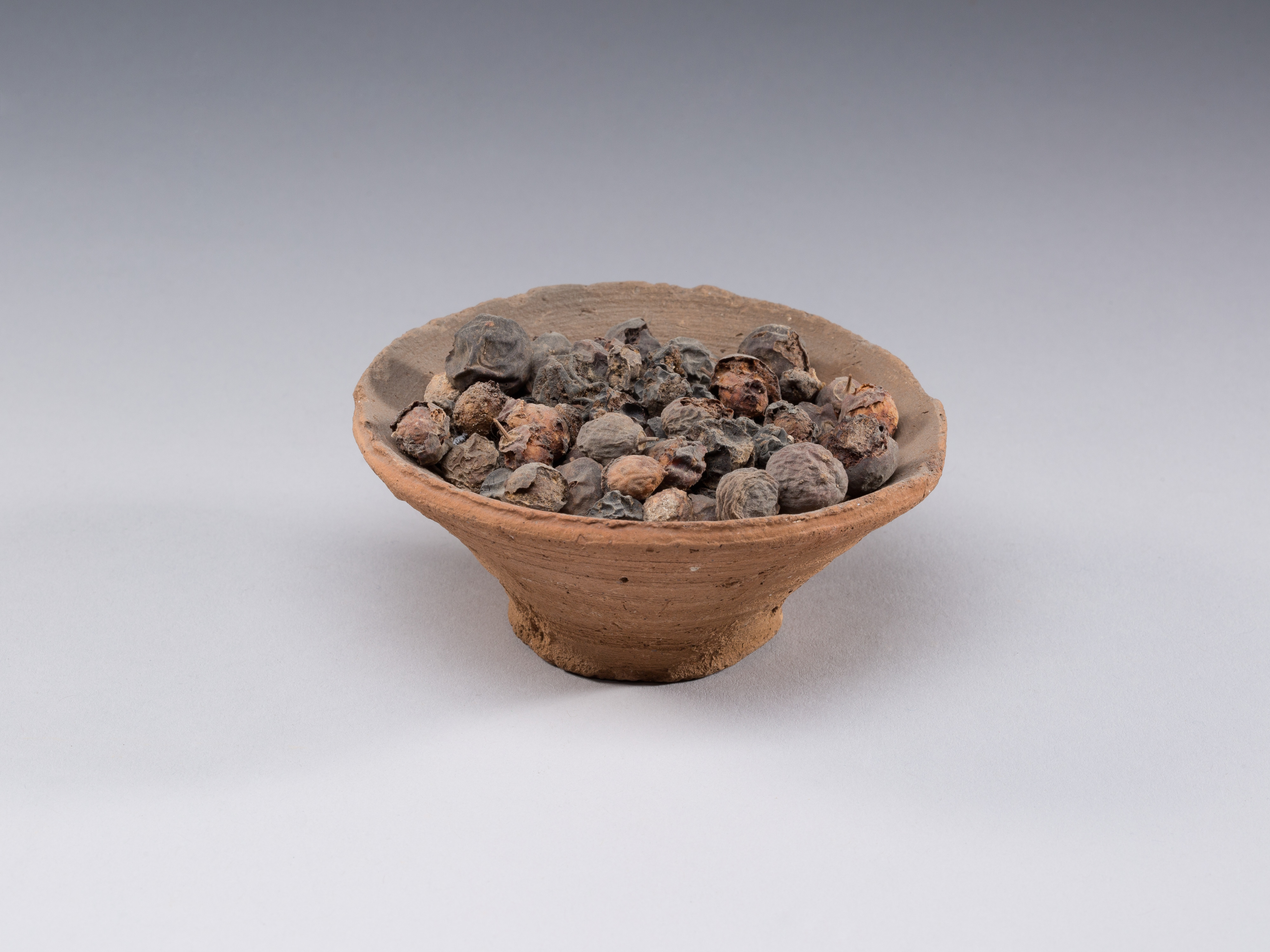
Cesta de nabk conservada

A fruta mais comum no Antigo Egito era a tâmara, comida fresca, seca, assada, na cerveja e cozida. Outras frutas comuns eram figos, uvas (e passas), nozes de palma (comidas cruas ou maceradas para fazer suco), melões e bagas de nabk.
O Novo Reino foi uma época de grandes mudanças na dieta egípcia devido ao aumento do contato por meio do comércio e da guerra com outros povos. Novas plantas foram introduzidas e cultivadas no Egito, como as romãs, os damascos e a maçã. Outras árvores frutíferas, como pereira, marmelo, ameixa e pêssego só foram introduzidas no período greco-romano. As azeitonas estavam presentes no Egito e eram comidas cruas ou em salmoura.

### Outros ingredientes[1]
Gordura animal e óleos vegetais eram comumente produzidos e usados na culinária. Além do óleo de frutas e vegetais, como tomate e rabanete, havia o óleo de cártamo e de óleo de gergelim.  A gordura animal também era usada para cozinhar. Potes de gordura foram recuperados pela arqueologia em diversos locais de assentamento.
O mel era o principal ingrediente adoçante. As abelhas eram criadas em colmeias de cerâmica e o mel era coletado depois de defumar as abelhas. Era uma mercadoria preciosa e disponível apenas para os ricos. O outro adoçante comum e mais acessível no Egito antigo era a alfarroba.
Especiarias e ervas eram usadas para dar sabor aos alimentos. Endro, salsa, tomilho, coentro, cominho, erva-doce, manjerona e hortelã eram todos nativos do Egito. Canela e grãos de pimenta foram importados e disponibilizados para egípcios pelo comércio.

### Preparo de carnes, frutas e vegetais[1]
Os métodos de cozimento empregados pelos egípcios eram: estufar, ferver, grelhar, fritar e assar. A prevalência de múmias da região da núbia, ao sul do Egito, com doenças como arterioesclerose, é um possível indicativo do excesso de frituras consumidas.
O excesso de comida era preservado por secagem ou salga. Tâmaras e passas eram guardadas e carne, peixes e aves eram secos e salgados para serem usados em épocas de escassez ou durante as viagens.

### Pão
O pão era a base alimentar do povo egípcio, sendo consumido por todas as classes sociais. Nenhuma refeição era considerada completa sem ele. As estimativas para as porcentagens de calorias fornecidas pelo pão para as pessoas no Mediterrâneo Oriental variam entre 50-75% das calorias diárias e era provavelmente semelhante no antigo Egito. O pão era um alimento básico nutritivo e também economicamente importante: por ser um alimento seco e autossuficiente, era altamente portátil.
Podia ser produzido a partir de qualquer cereal, mas o farro era preferido. Seu processo de fabricação e de cozimento é conhecido principalmente a partir das cenas desenhadas em paredes de tumbas.
Dependendo do tipo de farinha, a textura e sabor do pão variavam muito. Existe bastante dificuldade na atualidade de saber como era feito, com o que parecia e qual era seu sabor, pois hoje os mesmos grãos não são utilizados. Algo que favorece os estudos da história egípcia é o clima seco da região que preservou muitos exemplares de alimentos, que são principalmente encontrados em tumbas como oferendas.

#### Fabricação do pão
Espiguetas inteiras de grãos eram umedecidas com um pouco de água e depois amassadas com pilões de madeira sob calcário. Como a água tornava as espigas flexíveis, a palha poderia ser picada sem esmagar os grãos de dentro. Os grãos liberados eram secos sob o sol e peneirados. Em seguida, o grão inteiro era moído em farinha, geralmente usando uma pedra de amolar chata.

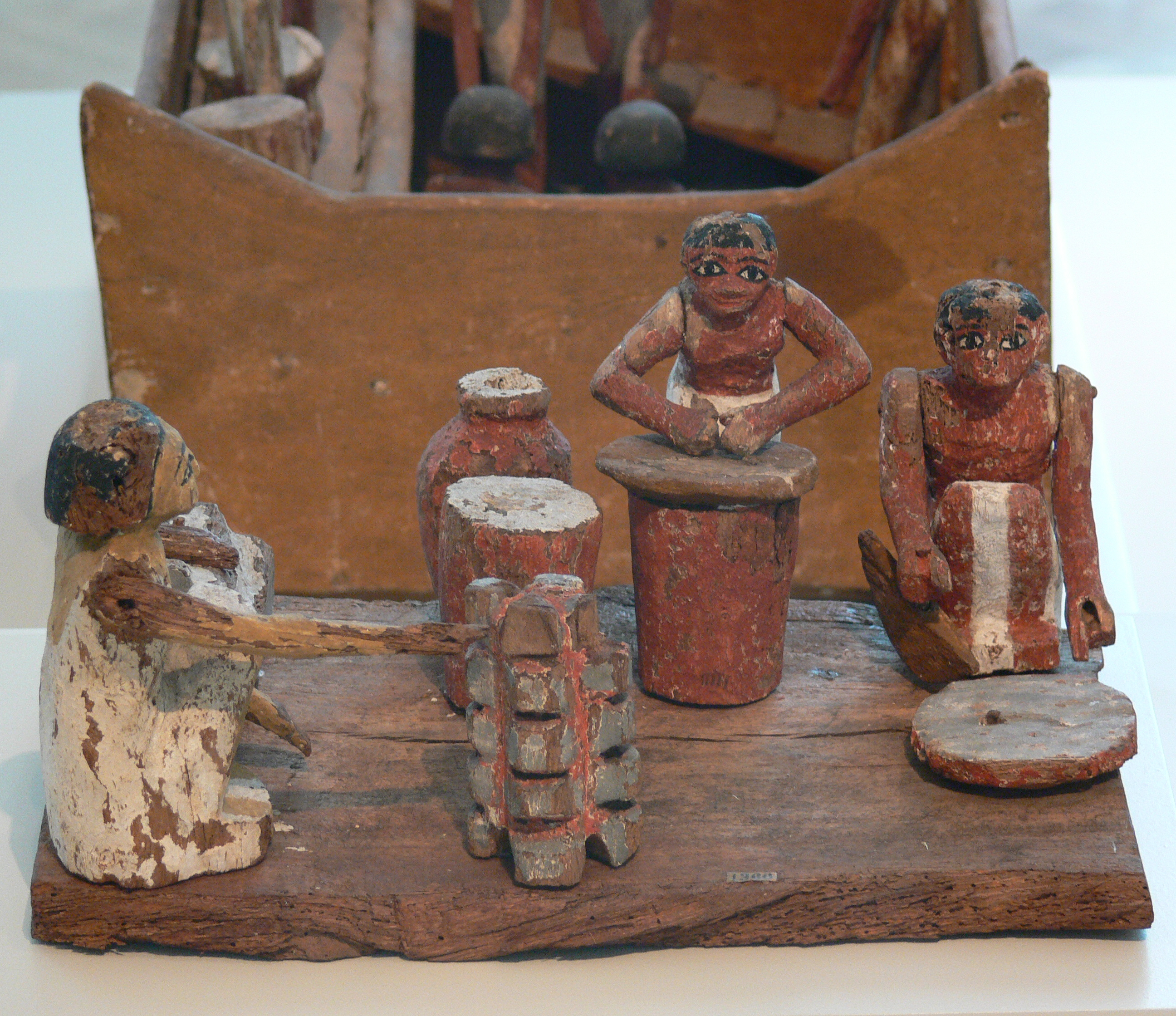
Modelo de cozinha egípcia demonstrando a moagem de grãos, cozimento do pão e fabricação da cerveja - circa 2055 a.C.

A moagem doa grãos era uma atividade importante que acontecia em quase todas as casas egípcias. A moagem era necessária para transformar o grão em farinha e, portanto, era uma etapa fundamental na fabricação do pão.  A textura da farinha podia ser controlada com precisão pelo moleiro. Embora essa operação não consumisse muito tempo, os moleiros antigos eram pequenos e vários lotes de espiguetas precisavam ser processados antes que houvesse farinha suficiente para fazer pão para uma família. Essa etapa podia ser uma atividade social, favorecendo o encontro de muitas pessoas no mesmo local para realizar a atividade.
A farinha era misturada com água às vezes levedada e então colocada em formas e deixada para crescer. Moléculas de levedura natural e bactérias de ácido láctico foram identificadas em antigas amostras de pão encontradas em tumbas.
Provavelmente os egípcios utilizavam óleo de linhaça ou gordura de gansos, patos, cabras, ovelhas, bois ou porcos para untar as formas. Com base no joio de trigo encontrado em pão antigo, acredita-se que eles também podem ter coberto a massa do pão com farelo para evitar que grudasse na forma.

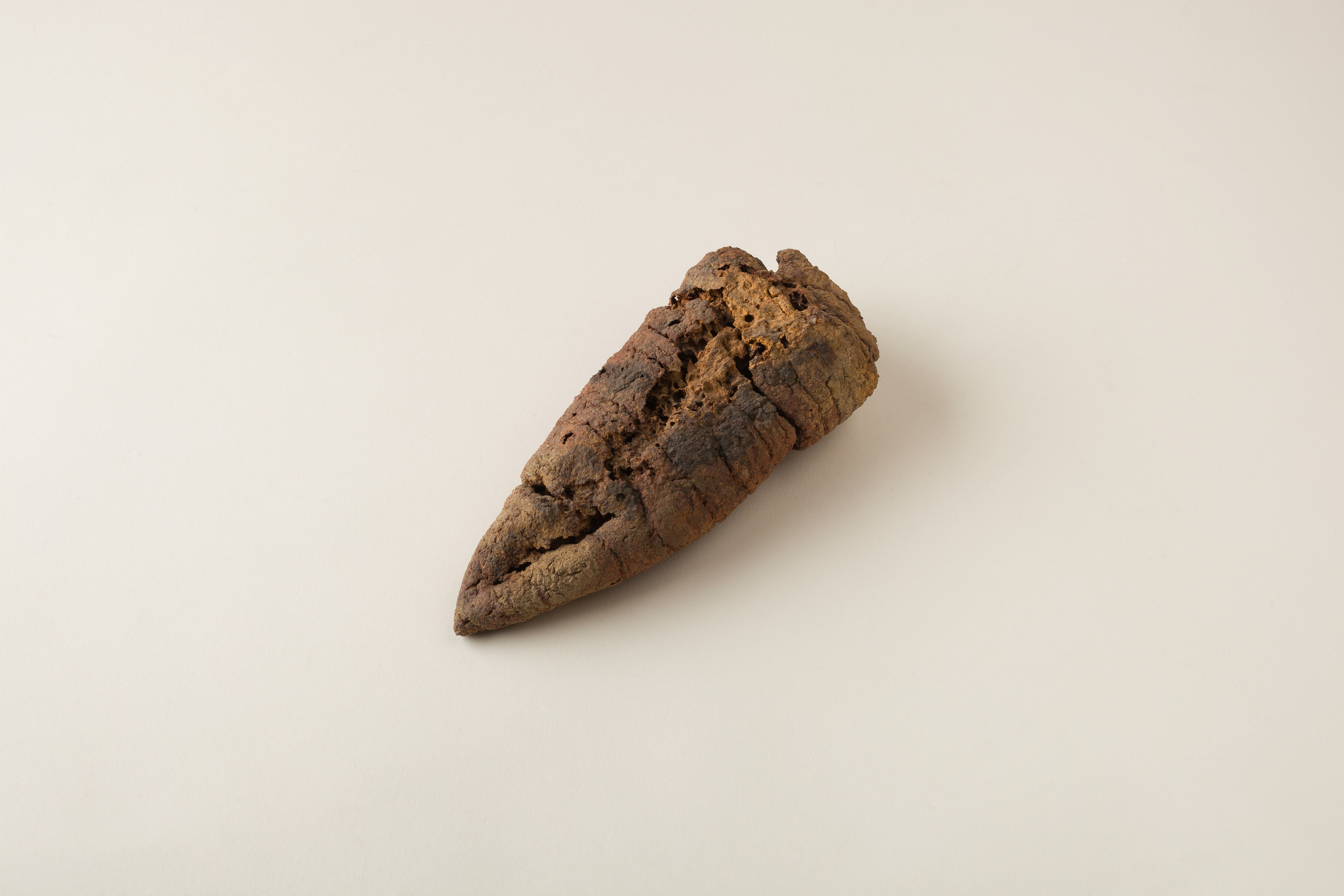
Pão em formato cônico conservado

Uma antiga padaria do Reino Antigo em Gizé demonstrou que formas pesadas de cerâmica eram colocadas em fileiras sobre uma cama de brasas para assar a massa colocada dentro delas. No Império Médio, os moldes de cerâmica foram modificados para a forma de cones altos, quase cilíndricos. Nos tempos do Novo Império, foi introduzido um forno com formato de um grande cilindro clavicular de topo aberto envolto em grossos tijolos de lama e argamassa, no qual discos achatados de massa eram colocados na parede interna do forno pré-aquecida. Quando assados, eles descascavam e eram pegos antes que pudessem cair nas brasas abaixo, de maneira igual ao famoso pão sírio.
Os pães são especialmente numerosos nos túmulos do Novo Império e não são limitados quanto ao tamanho, formato ou decoração. Alguns pães adquiriram formas reconhecíveis, como peixes e figuras humanas. As texturas da massa desses pães variam de muito fino a farinhento, indicando que as pessoas, como hoje, provavelmente tinham preferências quanto ao tipo de pão que gostavam de comer. Grãos cozidos inteiros ou grosseiramente quebrados eram frequentemente adicionados, criando uma textura não muito diferente dos pães multigrãos modernos. Muitos eram aromatizados com sementes de coentro, mel, manteiga, ovos, óleo e ervas ou tâmaras. Pães recheiados de pasta de figo e de sementes de coentro foram encontrados na tumba de Tutancâmon.
O fermento também podia ser adicionado a algumas receitas, mas nem sempre foi usado. Ele era essencial para tornar os pães fofos e porosos, aumentando o seu volume e realçando o seu sabor e aroma. Nesses casos, esses pães só eram consumidos pelas elites, pois o povo não teria acesso a esses ingredientes. Embora mais pesquisas sejam necessárias para determinar quais pães estavam disponíveis para as várias classes sociais,  a maior parte das evidências de pães primitivos existentes provém de tumbas de indivíduos das altas classes, não sendo representantes da variedade do dia-a-dia.

### Cerveja

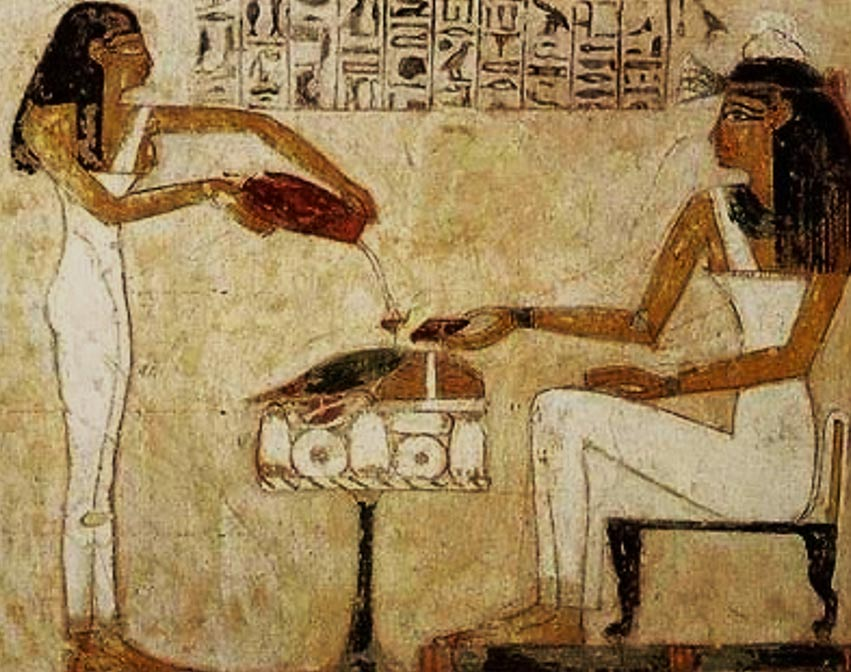
Pintura em tumba de mulheres servindo e degustando cerveja

A cerveja era conhecida, junto com o pão, como um alimento básico. A bebida egípcia antiga era turva, com sólidos em suspensão, rica em carboidratos complexos e açúcares, que forneciam a energia alimentar e uma importante quantidade de ácidos graxos essenciais, aminoácidos, minerais e vitaminas. Ela sempre foi uma parte importante das oferendas aos mortos e aos Deuses, além de, talvez por causa de seu papel alimentar central, a cerveja ser um produto econômico importante.
A popularidade da cerveja nessas regiões deveu-se em parte a razões climáticas e agrícolas, já que as uvas eram mais difíceis de produzir na região do Nilo do que os cereais.
A arte de fazer cerveja era tipicamente dominada por mulheres, junto com todas as atividades de moagem. Esse caso não é somente egípcio, pois na Mesopotâmia havia uma deusa relacionada à cerveja: Ninkasi.
A primeira evidência da fabricação de cerveja egípcia vem dos sítios pré-dinásticos de Hierakonpolis e Abydos, com cerca de 5.600 anos. Em Hierakonpolis, grandes tonéis cônicos colocados em instalações de tijolos de barro foram encontrados. O conteúdo de alguns tanques sobreviveu como resíduo, consistindo de joio grosseiramente quebrado e grãos de cereal (identificados como farro) embutidos em uma matriz vítrea escura. A grande quantidade de cinzas e carvão ao redor dos tanques e o ligeiro avermelhamento das paredes externas dos tanques indicam que as cubas foram aquecidas suavemente. O local poderia ter produzido 325 litros de cerveja de uma só vez, o equivalente a cerca de 650 garrafas modernas.

#### Fabricação da cerveja
A primeira etapa da fermentação era fazer brotar um lote de grão. A germinação dos grãos produzia açúcares necessários para os processos subsequentes. Em seguida, outro lote de grãos era cozido em água, o que dispersava amido. Os dois lotes de grãos eram então misturados e enzimas atacavam facilmente o amido disperso e produziram quantidades ainda maiores de açúcar.
A mistura era peneirada, separando a maior parte do joio do líquido rico em açúcar. Em seguida, o líquido era enriquecido com fermento e, provavelmente, com bactérias lácticas, que fermentavam o açúcar em álcool. O consenso geral entre pesquisadores é de que o líquido fermentado era, por último, levemente cozido.
Poucos resíduos examinados em laboratório mostraram qualquer vestígio de ingredientes além de cereais, leveduras e água, mas acredita-se que a cerveja podia ser saborizada com tâmaras e mel, garantindo um sabor mais adocicado que o da cerveja atual. Em análises bioarqueológicas não foram encontrados resquícios de cevada, demonstrando que o farro, grão mais utilizado na fabricação do pão, também era o favorito para a cerveja.

### Dieta de acordo com a classe social
Os ricos alimentavam-se duas ou três vezes ao dia, com uma refeição leve no início da manhã, seguida por um grande almoço e o jantar. Em contraste, os camponeses comiam um desjejum simples de pão e cebolas, sendo sua refeição principal no final da tarde. Pão e cerveja eram consumidos por todos os níveis da sociedade, provavelmente como base para todas as refeições.

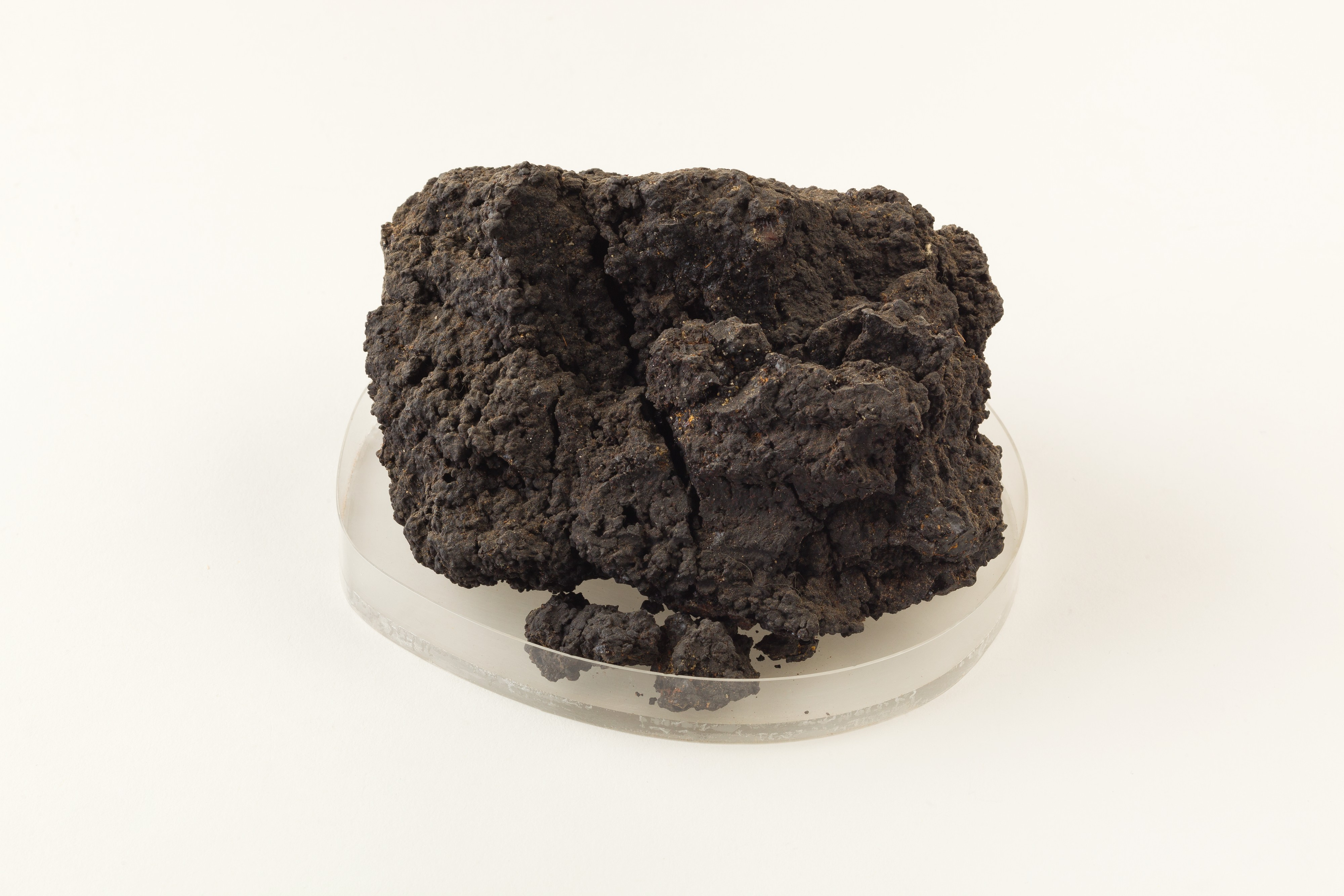
Bolo de frutas conservado

Algum tipo de carne estaria disponível para a maioria da população pelo menos uma ou duas vezes por semana. A carne era cara e, portanto, consumida com frequência apenas pelo Faraó, pela nobreza, pelos sacerdotes residentes nos templos onde os animais eram sacrificados e pelos açougueiros. Ela estaria disponível para as pessoas mais pobres apenas em dias de festa, quando a carne dos animais sacrificados era distribuída aos pobres. Indivíduos privados teriam apenas abatido um boi para algum evento grandioso ou quando existia a possibilidade de a carne ser preservada de alguma forma. Aves, selvagens ou domésticas, e peixes, teriam sido mais acessíveis, visto que pássaros e peixes eram facilmente encontrados na caça e na pesca.
As principais fontes de proteína para os níveis mais baixos da sociedade eram os legumes, os ovos e o queijo. Vegetais e frutas, tipos mais finos de pão, bolos e vinho eram reservados para os ricos. A evidência osteológica indica que a maioria dos egípcios, ao contrário de muitos núbios, tinha dietas balanceadas.